# Pyritocephalus
Pyritocephalus è un genere di pesci ossei estinti, appartenente agli aplolepiformi. Visse nel Carbonifero superiore (circa 320 - 300 milioni di anni fa) e i suoi resti fossili sono stati ritrovati in Europa e in Nordamerica.

## Descrizione
Questo pesce era di piccole dimensioni, e generalmente non superava di molto i sei centimetri di lunghezza. Possedeva un corpo snello e allungato, terminante in una testa ampia e alta, dal muso arrotondato ma leggermente appuntito. Gli occhi erano molto grandi. Le ossa mascellari erano espanse posteriormente, ed erano presenti ossa premascellari. Il tetto cranico era dotato di cavità, mentre le ossa frontali e parietali erano fuse a formare un'unica ossificazione. Non erano più presenti le ossa dermopterotiche, sostituite da estensioni delle ossa parietali, le quali erano profondamente incavate per ospitare le post-temporali. Il tetto cranico era ornato da solchi lineari e semi-concentrici, e da corrugazioni varie. La serie opercolare era ridotta, ma era presente un antopercolare, così come il quadratojugale. I raggi branchiostegi erano ridotti. 
La pinna dorsale, molto sottile, era posta nella parte posteriore del corpo, ed era successiva alla pinna anale più sviluppata. La pinna caudale era fortemente eterocerca, con un lobo superiore eccezionalmente sviluppato; la parte finale della colonna vertebrale era leggermente ricurva. Le pinne pelviche erano piccole e strette, così come le pinne pettorali leggermente più allungate. I raggi delle pinne erano completamente segmentai e ridotti di numero. Le scaglie, rettangolari e disposte in file diagonali, erano per lo più lisce, ma un'ornamentazione costituita da piccole creste parallele era presente nelle scaglie della regione anterolaterale del tronco. Erano inoltre presenti canali della linea laterale anche nella zona ventrale.

## Classificazione
Pyritocephalus era un rappresentante degli aplolepiformi, un gruppo di piccoli pesci attinotterigi arcaici, tipici del Carbonifero. Pyritocephalus è l'ultimo genere noto, sopravvissuto fino alla fine del Carbonifero con la specie P. lowneyae. La specie tipo è Pyritocephalus sculptus, descritta per la prima volta sotto il nome di Palaeoniscus sculptus da Antonin Frič nel 1875 sulla base di esemplari provenienti da Nýřany, nella zona di Plzeň in Repubblica Ceca. Lo stesso Frič, nel 1895, istituì per questa specie il genere Pyritocephalus. 
A questo genere sono state attribuite altre specie, come le nordamericane P. lineatus (proveniente da Linton, in Ohio), P. lowneyae (l'ultima a scomparire, del Carbonifero terminale del Nuovo Messico) P. gracilis e P. comptus (da Mazon Creek, in Illinois), e le europee P. rudis (da Newsham in Northumberland, Inghilterra) e P. youngii (dal North Lanarkshire in Scozia). 

## Paleoecologia
Pyritocephalus era un piccolo pesce di acqua dolce e salmastra, probabilmente di abitudini gregarie.